# Сітігруп-центр (Лондон)
Сітігруп Центр (англ. Citigroup Centre) — комплекс з двох будинків розташований в Лондоні, Велика Британія. Висота Сітігруп Центр 1 становить 105 метрів, 18 поверхів. Його будівництво було завершено в 1999 році. Висота 45-поверхового Сітігруп Центр 2 становить 200 метрів і він разом з Вежею HSBC є другим за висотою будинком країни. Його будівництво було розпочато в 1998 і завершено в 2001 році. В будинку розташована штаб-квартира Citigroup.